# Frauenfelder Radballer
Die Frauenfelder Radballer (ehemals ATB Frauenfeld) sind ein Schweizer Radballverein aus Frauenfeld im Kanton Thurgau. Der Verein ist mit seinen Teams in diversen Spielklassen anzutreffen. Das Fanionteam spielt aktuell in der höchsten Spielklasse des Swiss Indoor- & Unicycling.

## Geschichte
Am 17. Mai 1907 wurde der Arbeiter-Radfahrer-Verein Frauenfeld von 13 Radsport-Interessierten im Restaurant «Central» in Frauenfeld gegründet. Vom ersten halben Jahrhundert der Vereinsgeschichte kann nur wenig berichtet werden, da ein grosser Teil der Vereinsakten einem Brand zum Opfer fiel. 
1916 wurde der Landesverband ATB (Arbeiter Touring Bund) gegründet, welchem sich die Frauenfelder Sektion «Solidarität» anschloss.

### Anfänge
Der Verein war zu Beginn auch politisch aktiv und besass in der organisierten Arbeiterschaft einen anerkannten Stellenwert. Sportlich war in den ersten Jahren vor allem das Tourenfahren vorherrschend. Später hielt ebenfalls der Saalsport (Reigen- und Kunstradfahren) in der Sektion Einzug. Zusammen mit dem Tourenfahren bildet der Saalsport die hauptsächlichste Aktivität während den ersten fünfzig Jahren Vereinsgeschichte.

### Radball
In den 50er-Jahren fasste mit dem Eintritt einiger junger Männer auch das Radballspiel im Vereinsgeschehen Fuss. Die ersten Radballtore wurden aus Dachlatten gezimmert, und der Hallenboden musste vor jedem Training speziell behandelt werden. Trainiert wurde dazumal noch in der städtischen Turnhalle der Stadt Frauenfeld.
Anfangs der 60er-Jahre dislozierten die Frauenfelder Radballer in die neu erbaute Schulanlage Oberwiesen, in welcher noch heute trainiert wird. Zu diesem Anlass befasste man sich auch mit dem Gedanken für die Gründung eines Radballturniers, welches am ersten Januar-Wochenende 1961 seine Feuertaufe erhielt.

### Neujahrs-Turnier
Der Verein organisiert des alljährlich jeweils am ersten Januar-Wochenende stattfindende internationale Neujahrs-Radballturnier. 1982 wurde dieses anlässlich des 75-jährigen Vereinsjubiläums in der Festhütte Frauenfeld, unter anderem mit der Mitwirkung der insgesamt 20-fachen Weltmeister Jan und Jindrich Pospisil aus der damaligen Tschechoslowakei, durchgeführt. Der Anlass endete in einem finanziellen Fiasko, und der Verein brauchte lange, bis wieder schwarze Zahlen geschrieben wurden.
Im Jahr 2020 wird der Anlass zum 60. Mal durchgeführt, und noch immer trifft sich die internationale Radball-Elite in Frauenfeld zum gemeinsamen Kräftemessen.

## Gegenwart
Die Frauenfelder Radballer betreiben heute von den Hallenradsportarten nur noch erfolgreich den Radballsport. Die Nachwuchs-Abteilung der Frauenfelder Radballer zählt zu den grössten der Schweizer Radballvereine.
Der Verein zählt insgesamt 100 Aktiv-Mitglieder. 9 Mannschaften nehmen im Jahr 2020 an Meisterschaften teil.
Der Verein bietet Platz für den Spitzensport mit ausgebildeten Trainern sowie auch für Interessierte im Breitensport-Bereich. Er pflegt ein freundschaftliches Miteinander, ganz im Sinne des 1995 komponierten Vereinsliedes, in welchem es in Schweizerdeutsch heisst noch em Training gat’s in Spunte, und mir trinket zäme eis, mir gönd no lang nöd hei (Deutsch: «nach dem Training geht es noch in die Spelunke, wir trinken zusammen, wir gehen noch lange nicht nach Hause»).

## Erfolge

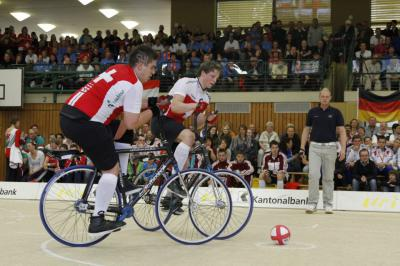
Schweizer Team – Radball-Junioren-EM Altdorf 2013

### Silber an der Junioren-EM
An der Junioren-Europameisterschaft im Radball vom 10./11. Mai 2013 im innerschweizerischen Altdorf vertraten die beiden Frauenfelder Radballer Thomas Stojan und Severin Zimmermann die Schweiz. Die beiden unterlagen im Entscheidungsspiel knapp dem Team aus Deutschland und gewannen für die Schweiz die Silber-Medaille. Für die Frauenfelder Radballer ist dies ein historischer Sieg in der Vereinsgeschichte.

### Aufstieg in die höchste Liga
Im Jahr 2016 spielten für die Frauenfelder Radballer Atilla de Biasio und Severin Zimmermann im Final der Nationalliga B der Schweizermeisterschaft. Die beiden Nachwuchssportler zeigten eine überdurchschnittliche Leistung und sicherten sich mit dem Meistertitel ebenfalls den Aufstieg in die höchste Liga des Verbandes. Für die Frauenfelder Radballer ist dies das erste Team in der Vereinsgeschichte, welches sich über einen Aufstieg in die Nationalliga A freuen darf.